# Israël Shamir
Pour les articles homonymes, voir Shamir.
Israël Shamir, pseudonyme d'Adam Ermash — nom changé légalement en Jöran Jermas — est un écrivain et journaliste suédois controversé, connu pour son militantisme anti-sioniste et pro-palestinien. Il est régulièrement accusé d'antisémitisme et de négationnisme. 
Selon certaines versions, il serait citoyen israélien d'origine arabe, ou citoyen israélien d'origine juive russe. Il s'est converti au christianisme orthodoxe et réside en Suède, pays dont il a pris la nationalité, après avoir longtemps résidé en Israël et en Palestine.

## Biographie

### Éléments présentés par Israël Shamir
Israël Shamir se présente comme un intellectuel russo-israélien, écrivain, traducteur et journaliste, né à Novossibirsk, en Sibérie et petit-fils d’un professeur de mathématiques, le descendant d’un rabbin de Tibériade.
Après des études à la prestigieuse École de l’Académie des sciences, il enseigne les mathématiques et le droit à l'université d'État de Novossibirsk et en 1969 s'établit en Israël. Parachutiste durant son service militaire, il aurait combattu durant la guerre du Kippour.
Après l’armée, il aurait repris des études de droit à l'université hébraïque de Jérusalem, mais aurait laissé la carrière juridique pour se consacrer au journalisme et à la littérature.
Il aurait eu une première expérience du journalisme à la Radio israélienne. Reporter freelance, ses diverses missions l’auraient amené au Vietnam, au Laos et au Cambodge, serait entré à la BBC et il se serait installé à Londres. En 1977-1979, il aurait écrit pour Maariv ainsi que d’autres journaux depuis le Japon, où il aurait été envoyé spécial. À Tokyo, il aurait écrit son premier roman : Voyages avec mon fils, et traduit un certain nombre de classiques japonais.
Revenu en Israël en 1980, Israël Shamir aurait écrit pour deux quotidiens israéliens : Haaretz et Al HaMishmar (en). Il aurait été également porte-parole du Parti socialiste israélien (Mapam) à la Knesset. Il aurait traduit en russe l’œuvre de S Y Agnon, le seul écrivain en hébreu moderne lauréat du prix Nobel de littérature. Cette traduction aurait été publiée à plusieurs reprises tant en Israël qu’en Russie. Il aurait également traduit des sélections de l’Ulysse de James Joyce, traduction qui aurait été accueillie très favorablement tant à Moscou qu’à Tel Aviv, New York et Austin (Texas). Une autre de ses traductions, celle de l’ouvrage du président israélien Haïm Hertzog Les guerres israélo-arabes, aurait été publiée à Londres.
Son œuvre la plus populaire, Le Pin et l'Olivier, qui retrace l’histoire de la Palestine/Israël, aurait été publiée en 1988. En couverture, une illustration du peintre palestinien Nabil Anani. Au début de la première Intifada, Israël Shamir serait reparti en Russie, où il aurait assuré la couverture de l’actualité au cours des années 1989-1993, riches d’événements décisifs. De Moscou, il aurait envoyé des reportages au quotidien israélien Haaretz, mais il aurait été licencié pour avoir écrit un article qui appelait au retour des réfugiés palestiniens et à la reconstruction de leurs villages détruits. Il aurait écrit pour divers journaux et périodiques russes, notamment la Pravda et l’hebdomadaire Zavtra.
Selon la biographie figurant sur son site internet, en 2004, Shamir aurait été baptisé dans l'Église orthodoxe grecque de Jérusalem par l'archevêque Théodose (Atallah) Hanna Sabastia et aurait reçu le nom d'Adam.

### Éléments corroborés par des investigations de la presse et par les autorités suédoises
Au début des années 1990, Shamir semble avoir été établi à Moscou, où il a rédigé plusieurs articles pour des publications russes sous le nom « Robert David ».
Dans un article daté 1991 paru dans le Jerusalem Post, Mikhail Agursky fit état de ce qu'il percevait comme la double identité de Shamir. Selon Agursky, Shamir était lié à des groupes d'extrême-gauche en Israël et dénonçait l'antisémitisme des nationalistes d'extrême-droite russes. À la même époque, il fut associé à des groupes d'extrême-droite anti-sionistes et antisémites en Russie. Agursky relate que Shamir, sous le pseudonyme « Robert David », avait rédigé pour un magazine russe d'extrême-droite un article dans lequel Andrei Sakharov était dénoncé comme un agent sioniste nuisible. Agursky a dévoilé le passé de Shamir :
« Il est arriva en Israël à la fin des années 1960 sous le nom dIsraël Shamir (Shmerling), en provenance de Novossibirsk, et fit rapidement partie de l'extrême-gauche.
Il acquit une excellente maîtrise de l'hébreu et publia de nombreux articles dans Ha'aretz, Al HaMishmar ainsi que dans le Jerusalem Post. Il fut également pour un temps porte-parole du Mapam à la Knesset. À la fin de 1980 il publia un violent article contre le nationalisme russe dans Ha'aretz, accusant les soutiens de Soljenitsyne d'être les pires ennemis des juifs. Ce qu'ignoraient les Mapam et les autres cercle de gauche ou libéraux israéliens était que Shamir entretenait également d'étroits contacts avec la droite européenne et israélienne.
Shamir vit actuellement à Moscou sous le nom de Robert David; sous son véritable nom il ne manque aucune occasion de prétendre que les sionistes sont les pires ennemis du peuple russe et de traiter les libéraux russes d'agents sionistes »
Selon un récit dévoilé le 14 août 1994 par Inter Press Service (IPS), Shamir était à l'époque associé à l'entourage d'Alexander Prokhanov et apporta sa contribution à son journal d'extrême-droite et antisémite Dyen (épelé « Djim » dans la relation d'IPS). Selon IPS, qui citait des « sources israéliennes », Shamir « ne vécut que brièvement en Israël », avant de retourner en Russie.
Lorsque Dyen (« jour » en russe) fut fermé par les autorités russes, Prokhanov le republia sous le nom Zavtra (qui signifie « demain »). Au cours des dernières années, Shamir a contribué de façon régulière à ce journal sous le nom « Israel Shamir ».
En dehors des cercles d'extrême-droite russe, Shamir semble avoir été peu connu jusqu'en 2001, lorsqu'il créa son site web et changea son nom en Jöran Jermas,,,.
Selon les autorités suédoises, Shamir aurait vécu en Suède de 1984 à 1993, moment où il émigra pour la Russie. En 1998 il redevint un résident permanent de la Suède où il réside toujours. Il devint citoyen suédois en 1992,. Selon le CV figurant sur son site web, il aurait vécu en Israël de 1980 à 1989, en Russie de 1989 à 1993, et à nouveau à Jaffa, en Israël depuis 1993.
Shamir est un des fondateurs de One Democratic State in Israel/Palestine basé à Lausanne. Il fait également partie du cercle des conseillers de Deir Yassin Remembered, une association dont l'objet est de créer un monument à la mémoire des victimes du massacre de Deir Yassin (1948) dans le village du même nom.

## Vues politiques sur le conflit israélo-palestinien
Israël Shamir est un opposant au sionisme. Il reproche le caractère juif de l'État d'Israël qu'il considère comme raciste vis-à-vis de sa minorité arabe. Il y réclame l'égalité entre Arabes et Juifs. Il milite également pour l'établissement d'un seul État démocratique sur l'ensemble des territoires d'Israël, de Cisjordanie et de Gaza, c'est-à-dire sur le territoire de la Palestine historique, fondé sur le principe « un homme, une voix ».
Israël Shamir développe ses vues notamment dans l'ouvrage L'Autre Visage d'Israël, connu sous le titre de Flowers of Galilee dans son édition anglaise, ou de Blumen aus Galiläa en allemand. Il contient une traduction d’essais défendant, selon l'auteur, l’égalité entre Juifs et non-Juifs en Palestine/Israël, et prônant l’instauration d’une véritable démocratie en Israël. Certains propos contenus dans l'ouvrage sont par ailleurs dénoncés comme antisémites.
Israël Shamir se présente sur son site internet comme un « éminent intellectuel russo-israélien ». Il ne bénéficiait cependant d'aucune notoriété en Israël avant 2000-2001 : aucun de ses livres ou articles n'est publié en hébreu, et même son site Internet ne contient que trois articles sous sa signature en hébreu (contre neuf en norvégien, sept en danois, et des centaines en anglais, en français, en espagnol etc). Aucune organisation israélienne, y compris les plus virulentes dans leur opposition à la politique du gouvernement, voire à l'existence de l'État, ne l'a accueilli dans ses rangs.

## Association avec Wikileaks
Selon le journaliste Michael C. Moynihan (en) Israel Shamir aurait été en 2010 agrégateur de contenu pour le compte de Wikileaks en Russie alors que son fils Johannes Wahlström serait à la même époque représentant de Wikileaks en Suède. Julian Assange confirme lui-même par la suite sa collaboration avec Shamir dont il prend la défense et qu'il n'hésite pas à comparer à l'écrivain Salman Rushdie condamné à mort par une fatwa de l'ayatollah Khomeini.

## Critiques

### Accusations d'antisémitisme et de négationnisme
Le site PHDN (Pratique de l'histoire et dévoiements négationnistes), citant notamment Dominique Vidal du Monde diplomatique, le qualifie d'antisémite, non du fait de ses prises de position radicalement antisionistes, mais des nombreux propos très violents qu'il tient sur les Juifs.
Les premières accusations d'antisémitisme visant Israël Shamir ont été portées en 2001 par Ali Abunimah et Hussein Ibish, deux des principaux animateurs du mouvement propalestinien aux États-Unis, qui dans une lettre ouverte datée du 16 avril 2001 ont exprimé leurs « sérieuses inquiétudes » au sujet de cet homme. Par la suite, Hussein Ibish (qui est à cette époque le porte-parole de l’American-Arab Anti-Discrimination Committee (ADC), et deviendra par la suite l'un des responsables de l'American Task Force on Palestine) publiera le compte rendu d'une rencontre qu'il a eue avec Israël Shamir. Selon Hussein Ibish, Israël Shamir y apparaît à la fois comme un antisémite obsessionnel et comme un homme vénal.
Nicolas Shahshahani, vice-président de l'association propalestinienne CAPJPO, estime qu'entre deux réflexions sans originalité sur le conflit en Palestine, l'auteur de L'Autre Visage d'Israël revient sans cesse sur « les Juifs » en les essentialisant comme le font tous les racistes.
Des accusations d'antisémitisme ont également été portées par le journal antifasciste britannique "Searchlight", par le journal trotskiste "Socialist Viewpoint" ainsi que par le journaliste Michael C. Moynihan (en).
Il est également accusé de négationnisme,.

### Interdiction deL'Autre Visage d'Israëlen France
Le livre L'Autre Visage d'Israël a initialement été proposé à la vente en France en coédition par les Éditions Blanche et les Éditions Balland. Le 6 septembre 2005, comparaissaient, devant la quatorzième chambre du Tribunal de grande instance de Nanterre, la maison d’édition Al Qalam et son gérant, Abdelila Cherifi Alaoui, pour provocation à la discrimination, à la haine ou à la violence à l’égard d’un groupe de personnes en raison de leur appartenance à une religion, à la suite d’une plainte de la LICRA. Al Qalam (qui signifie « la Plume » en arabe) est l’éditeur français de L’Autre Visage d’Israël.
Le 3 novembre 2005, le gérant d’Al Qalam a été condamné à trois mois d’emprisonnement avec sursis, 10 000 € d’amende, et à verser 13 500 € à la LICRA au titre de dommages et intérêts, frais de justice. En outre, l’éditeur a dû retirer l’ouvrage de la vente.[réf. nécessaire]

### Venant de la presse britannique
En avril 2005, dans un article du Times en ligne, le journaliste Stephen Pollard critique un membre de la Chambre des Lords, Lord Ahmed, pour avoir invité, pour la lancée d'un de ses ouvrages, « un antisémite extrémiste » dans les bâtiments de l'institution.
Il rapporte qu'Israel Shamir aurait notamment déclaré :
Les Juifs, en effet, possèdent, contrôlent et publient une grande part de la presse.
Ou encore :
Au Moyen-Orient, les guerres, la terreur et les troubles n'ont qu'une cause - et c'est la suprématie juive.
Contacté au téléphone, Lord Ahmed aurait déclaré n'avoir aucun commentaire à faire.

## Publications
Liste non exhaustive :
- L'Autre Visage d'Israël, Al Qalam, 2 août 2004 (ISBN 2-909469-43-3)
- Pardès : une étude de la Kabbale, Al Qalam, 2005
- (en) Flowers of Galilee, Dandelion, 2004  (ISBN 1-893302-78-4)
- (de) Shamo 14, Egmont Manga & Anime, 31 juillet 2005
- (de) Rosa Luxemburg, Promedia Verlag, 31 mars 2005
- (de) Blumen aus Galiläa, Promedia Verlag, 31 mars 2005
- Notre-Dame des Douleurs, Booksurge, avril 2006 (ISBN 1419636235)
- (en) Our Lady of Sorrow, Booksurge, 2006  (ISBN 1419608355)
- La Bataille du discours, Booksurge, 2008  (ISBN 1-4392-1143-4)
- La Bataille de Russie, Kontre Kulture, 2015
- Au nom du Christ, Sigest, 2019